# Helaletidae
Los helalétidos (Helaletidae) son una familia extinguida de perisodáctilos tapiromorfos que vivieron durante el Eoceno. Sus restos fósiles han aparecido en Asia y Norteamérica. Podría tratarse de una familia parafilética.